# Youssef Haraouï
Youssef Haraouï, né le 12 mai 1965 à Alger, est un footballeur international algérien qui évolue au poste de milieu de terrain.

## Biographie
- International algérien de 1990 à 1992
- Premier match le 11/12/1990 :  Algérie - Angleterre B (0-0)
- Dernier match le 13/1/1992 :  Algérie - Côte d'Ivoire (0-3)
- Nombre de matchs joués : 6  (plus 1 matchs d'application)
- Nombre de buts marqués : 2
- Participation à la Coupe d'Afrique des Nations de 1992[1]

## Carrière
- 1986-1987 :  Paris FC (D5 régionale)
- 1987-1991 :  Paris SG B (D3)
- janvier 1988-1988 :  CO Le Puy (D2)
- 1989-1990 :  SC Abbeville (D2)
- 1991-décembre 1992 :  Slovan Bratislava (D1 + C1)
- janvier 1993-1993 :  GD Chaves (D1)
- 1993-1994 :  Karabükspor (D1)
- 1994-1995 :  Bursaspor (D1)
- 1995-1996 :  Karşıyaka SK (D1)[2].

## Palmarès
- Championnat de Tchécoslovaquie : 1992